# Graptomyza brevirostris
Graptomyza brevirostris là một loài ruồi trong họ Ruồi giả ong (Syrphidae). Loài này được Wiedemann mô tả khoa học đầu tiên năm 1820. Graptomyza brevirostris phân bố ở miền Đông phương